# 新生晚報
新生晚報是香港一份已停刊的報紙，1945年12月創刊，出版了三十年至1976年1月停刊。報紙以「無黨無派的立場，報道大家所欲知事，申述大家所欲吐之言」為辦報宗旨，不少香港報界人士如：劉火子、胡菊人、馬松柏、三蘇、十三妹、董千里、望雲、平可、西西、戴天曾在該報發表文章及任職。